# Teleopsis selecta
Teleopsis selecta är en tvåvingeart som beskrevs av Osten Sacken 1882. Teleopsis selecta ingår i släktet Teleopsis och familjen Diopsidae.
Artens utbredningsområde är Filippinerna. Inga underarter finns listade i Catalogue of Life.